# Niles Crane
Niles Crane es un personaje de la serie estadounidense Frasier, una serie derivada de Cheers. Es interpretado por David Hyde Pierce, su voz en la versión Española la interpreta José Padilla (actor) y en toda Hispanoamérica es interpretada por Carlos Illescas (actor).
Niles es el hermano menor de Frasier Crane y el hijo de Martin Crane.
Aunque al principio los productores pensaron en que Frasier fuese hijo único, vieron el asombroso parecido con un pequeño Kelsey Grammer. Al contrario que Frasier, cuyo carácter viene guiado por Cheers, la personalidad de Niles se fue estableciendo conforme avanzaba Frasier. 

## Biografía
Nacido en Seattle, Washington. Hijo de Hester Crane, psiquiatra, y Martin Crane
inspector de policía. La fecha exacta del nacimiento de Niles y la diferencia de edad entre ambos nunca es revelada. Como Frasier, Niles fue llamado así por una de las ratas de laboratorio de su madre.
Niles fue un niño inusualmente sensible, y un objetivo frecuente para los abusones. A raíz de esto, fue más introvertido que su hermano mayor, y al mismo tiempo fiero competidor con él. Como Frasier, Niles prefería las bellas artes y los retos intelectuales a actividades físicas como deportes.
Niles es la mecha de una de las fuentes más usadas para crear humor: su amor secreto es Daphne Moon, la cuidadora de su padre, aunque estaba casado con Maris, la persona más egoísta y tirana que se haya visto nunca, aunque en realidad nunca se ve en la serie, apareciendo siempre como una referencia. Después de 15 años de matrimonio, y muchas reconciliaciones iniciadas por Niles, se divorcian.
Después de varios romances fugaces, Niles decide entonces casarse con Mel Karnofsky, la cirujana estética de Maris. El matrimonio duró 2 días, hasta que Niles declaró su amor a Daphne la noche antes que esta se casase con su abogado Donny. Como acuerdo para llegar a un divorcio rápido, Mel obliga a Niles a aparentar ser el marido perfecto por un mes, empezando por participar en una fiesta en honor del matrimonio, aunque después se separaron cuando Niles la avergonzó delante de todos sus amigos.
Aunque la relación más importante de Niles es con Daphne, una atracción más allá de gustos, caracteres y clases sociales.

## Personalidad
Niles es un snob, de gustos propios de un gourmet. Como Frasier, es un gran admirador de la ópera, teatro y música clásica, además de los buenos vinos y las reuniones de la alta sociedad. Además lleva un coche de alta gama (En concretó un Mercedes E 320). A menudo se encuentra obsesionado por ascender en la escala social, más allá incluso de su hermano Frasier, con el que mantiene una gran rivalidad.
Físicamente débil y muy descoordinado, Niles tiene una larga lista de fobias que van desapareciendo conforme transcurre la serie, y una larga lista de particularidades; lava sus manos después de haber tocado a alguien, limpia las sillas públicas antes de sentarse en ellas, su nariz sangra cuando cuenta una mentira, y un largo etcétera. Tiene también una larga lista de alergias, algunas de lo más extraño. No tiene autoconfianza cuando se trata de deportes, llegando a no coger objetos lanzados con suavidad.  
- Datos: Q579745